# Pieter van Kampen
Pieter Jakob van Kampen (Eindhoven, 8 maart 1946 – Pijnacker, 6 december 2009) was een Nederlandse predikant en radiopresentator.
Van Kampen studeerde Engelse taal- en letterkunde in Utrecht. Van 1971 tot 1973 leidde hij een koffiebar van Youth for Christ in Utrecht. Van 1972 tot 1989 werkte hij voor de Reformatorische Bijbelschool in Zeist - tegenwoordig bekend als De Wittenberg - als directeur en docent in allerlei vakken rond cultuur en religie. Van 1986 tot 1992 was hij ook verbonden aan l'Abri in Eck en Wiel. In 1987 kreeg hij preekbevoegdheid en van 1989 tot 2002 was hij voorganger - officieel lerend ouderling geheten - van de Nederlands Gereformeerde Kerk (NGK) in Wageningen. Vanaf 2003 was hij verbonden aan de NGK in Vlaardingen. Daar werd hij bevestigd in het ambt van predikant.
Van Kampen was onder meer programmamaker voor de Evangelische Omroep, waar hij samen met Pim van der Hoff het radioprogramma Het interview verzorgde. Ook was hij van 1990 tot 2008 lid van het zaterdagavondpanel van het radioprogramma Deze Week. Van Kampen verdiepte zich ook veel in niet-christelijke wereldgodsdiensten. Hij schreef onder meer New Age-denken en christelijk geloof (1989), De Russisch-Orthodoxe Kerk (1996) en De kerk van China (1997). Van Kampen schreef tal van artikelen, onder meer voor het Nederlands Dagblad en het blad Opbouw.
Van Kampen trouwde in 2002 met Nelly Boot (1959-2017). Eind februari 2008 kreeg hij (als niet-roker) de diagnose longkanker. Hij zou volgens artsen binnen drie maanden overlijden. Dat werd bijna twee jaar. Pieter van Kampen overleed eind 2009 op 63-jarige leeftijd.
- Bibliothèque nationale de France: cb150645024 (data)
- International Standard Name Identifier: 0000 0000 0259 7593
- Library of Congress Control Number: n96091711
- Nederlandse Thesaurus van Auteursnamen: 070826005
- Virtual International Authority File: 71682329
- WorldCat: E39PBJyRxKdxBbTghHhyKyJ4bd